# ソニー・ピクチャーズ・エンタテインメントへのハッキング事件
2014年11月24日に発生したソニー・ピクチャーズ エンタテインメントへのハッキング事件（ソニー・ピクチャーズ エンタテインメントへのハッキングじけん）は、同社関係者間での電子メール、従業員の個人情報、未公開の映画本編のコピーといった様々な情報の流出を引き起こした。

## 加害者
2014年12月15日時点ではハッカー集団の正体は不明であった。彼らは「Guardians of Peace（平和の守護者）」（もしくは「GOP」）を自称していた。
その正体は金正恩暗殺を描いたソニーのコメディ映画『ザ・インタビュー』を非難していた北朝鮮のハッカーであると疑われていたが、同国は関与を否定している。
2014年12月19日、アメリカ連邦捜査局（FBI）は、ソニー・ピクチャーズエンタテインメント（SPE）へのハッキング事件に北朝鮮が関与したと断定した。

## 流出した情報
流出した情報には、ソニー・ピクチャーズの従業員や、その家族についての個人情報、従業員の間の電子メール、会社の役員の報酬についての情報、それまで未公開であったソニー映画のコピーや他の情報が含まれていた。
流出した電子メールにより、ソニー社長・平井一夫がSPE共同会長のエイミー・パスカルに対し、『The Interview』での金正恩の暗殺場面を「和らげる」ように指示していたことが明らかとなった。電子メールの他に2015年に公開が予定されている『007』シリーズの新作『スペクター』の脚本のコピーが流出した。
ハッカー集団は『The Interview』のアメリカでの公開日である2014年12月25日にさらなる情報を公開すると予告していた。

## 反応
2014年12月、ソニーはメディアに対しハッキングされた情報の報道自粛を要求した。ソニーはメディアがこれを遵守しなかった場合は法的措置も辞さないと述べたが、法学者のユージン・ヴォロックは仮に訴えてもソニー側が「勝つ可能性は低い」という見解を示している。
『The Interview』の主演のセス・ローゲンとジェームズ・フランコはハッキング騒動は同映画が原因なのかはわからないと答えたが、後日両者はメディア向けのプロモーション活動を全て中止した。
アメリカ合衆国の脚本家のアーロン・ソーキンは『ニューヨーク・タイムズ』にて、ハッキングによって漏洩された情報を公開しているメディアはハッカーを手伝っているに等しいと主張した。
2014年に北朝鮮のネットが接続できなくなった際は米国の報復措置や、中国聯合通信を通じて北朝鮮のネット回線を独占する中国による制裁措置などとも報道された。

## 訴訟
2014年12月15日、社員の社会保障番号および医療情報流出の原因はセキュリティ対策の不十分さが原因であるとして2人の元SPE社員が訴訟を起こした。

## 影響
ハッキング事件により、ソニーが2014年末に公開を予定していたオンラインテレビサービスへの影響が懸念されている。